# Mle1931
Mle1931(MAC mle 1931 machine gun)은 제2차 세계 대전 전, 프랑스가 전차 탑재 및 마지노 방어선의 참호용 기관총으로 사용할 목적으로 개발한 경기관총이다. 이 기관총은 Mle1915 쇼샤를 대신하여 개발된 Mle1924가 좋은 평가를 얻자, 이 기관총을 개량한 것이다. 150발 드럼 탄창을 달고, 중기관총처럼 사용했다.